# 中央 (甲府市)
中央（ちゅうおう）は山梨県甲府市の地名。現行行政町名は中央一丁目から中央五丁目。住居表示実施済み区域。郵便番号は400-0032。

## 概要と歴史的景観
甲府市の中心街である丸の内地区の南東側に位置している。東西に跨って城東通り（旧甲州街道）が通っており、通りの北側に二丁目と三丁目、南側に一丁目、四丁目、五丁目となっている。
特に一丁目は丸の内一丁目と同様に甲府市の中枢的存在であり、日本銀行甲府支店をはじめ甲府地方裁判所や甲府警察署などが連なり、また、「かすがもーる」や「甲府銀座通り」などいくつもの商店街が存在する。かつては山梨県内最初の百貨店である「松林軒デパート」（のちの甲府会館）が存在したが老朽化により取り壊され、現在はビジネスホテルとなっている。
江戸時代には錦町にあたる一丁目や堅近習町にあたる二丁目は甲府城二ノ堀郭内の武家地で追手門前にあたり、甲府藩主柳沢家臣武家屋敷や江戸後期には甲府勤番追手役宅や薬園、学問所である徽典館などの施設も所在していた。一丁目にあたる横近習町の浄土宗寺院・歓喜院には寛文初年頃に時の鐘が設置されたと考えられており、宝永5年（1708年）に愛宕町へ移転されるまで時報や変事の報知を行っていた。
二ノ堀郭外の二丁目から五丁目にあたる魚町や柳町、八日町などは甲府城下町における政治的・経済的中心地であった。特に八日町には高札場や甲府町年寄坂田家の屋敷などが存在し「府中一のよき所」『裏見寒話』と呼ばれ、『甲府買物独案内』では「甲府繁盛之図」として八日町の賑わいが描かれている。また、南側の緑町（甲府市若松町）には芝居小屋である亀屋座が存在した。江戸後期には甲府城下で大通りを幕絵で飾る甲府道祖神祭礼が成立し、甲州街道沿いの八日町では歌川芳虎「和漢名将伝」の幕絵などが飾られた。
魚町は中央二丁目から五丁目にかけて存在した。魚町は南北通り（魚町通り）沿いの町人地で、魚介類や乾物を扱う商人が集住したことに由来する。『諸国道中商人鑑』によれば、煙草問屋の村田屋善十郎や水菓子問屋の上総屋長右衛門、薬種屋の早川元七らの豪商が店を構えた。甲州街道沿いの八日町や魚町、劇場の存在した緑町などは料理屋が多いことでも知られる。
江戸時代後期の甲斐国には、中道往還や富士川舟運を通じて駿河・相模方面からの海産物が多く移入されていた。魚町二丁目には1892年（明治25年）に甲府魚市場が開設し、戦後の1973年（昭和48年）に甲府市国母に甲府中央卸売市場が開設されるまで甲府近郊における海産物流通の中心地であった。
江戸時代には中央二丁目の境町に甲府城下町における牢が存在しており、『甲斐国志』によれば牢番は三井氏・藤曲氏の両氏が代々務めていたという。
近代には甲府城の旧郭内や武家屋敷にあたる西側の丸の内地域が新市街として開発され、市域の中心も西側へ移る。

## 歴史

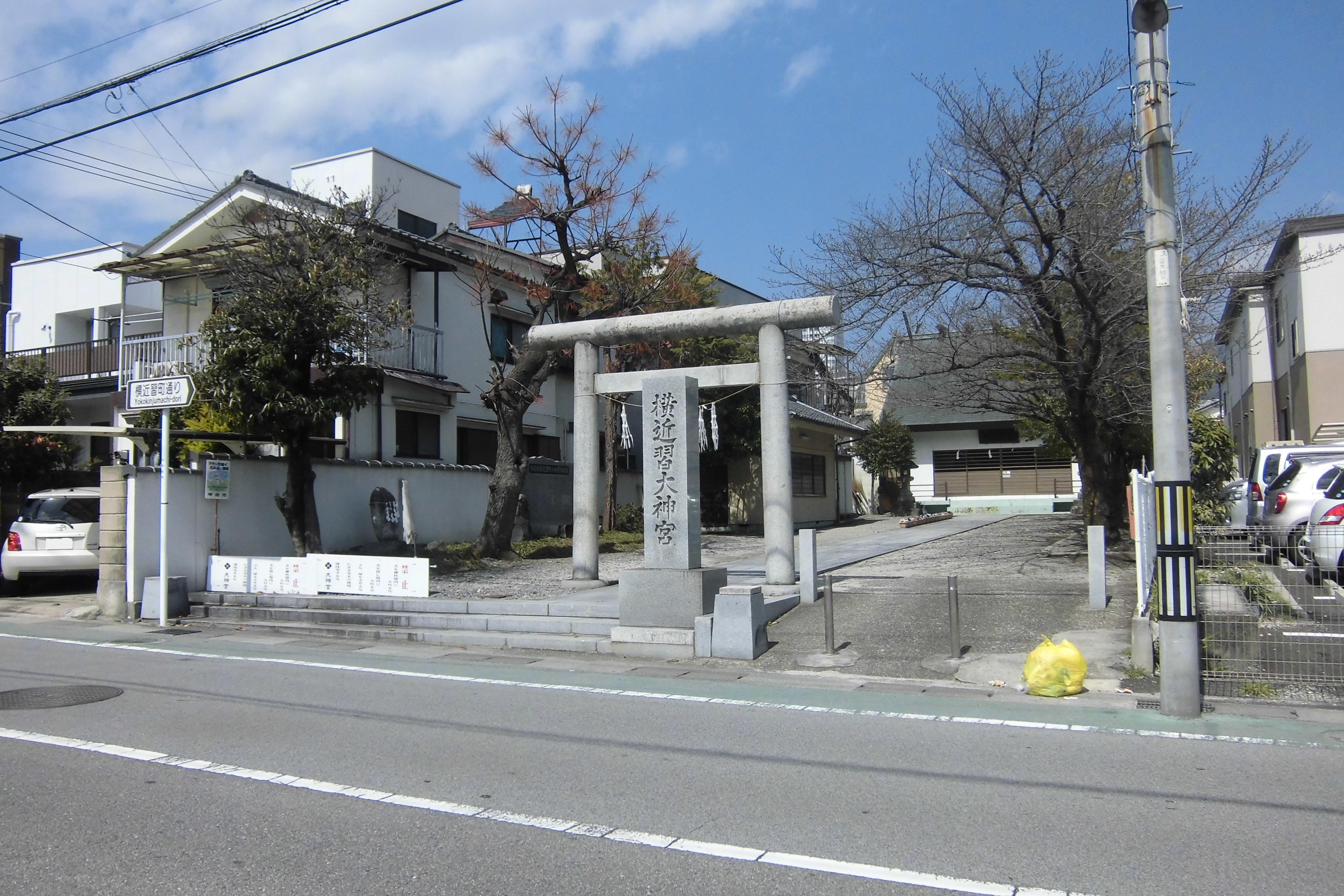
横近習大神宮

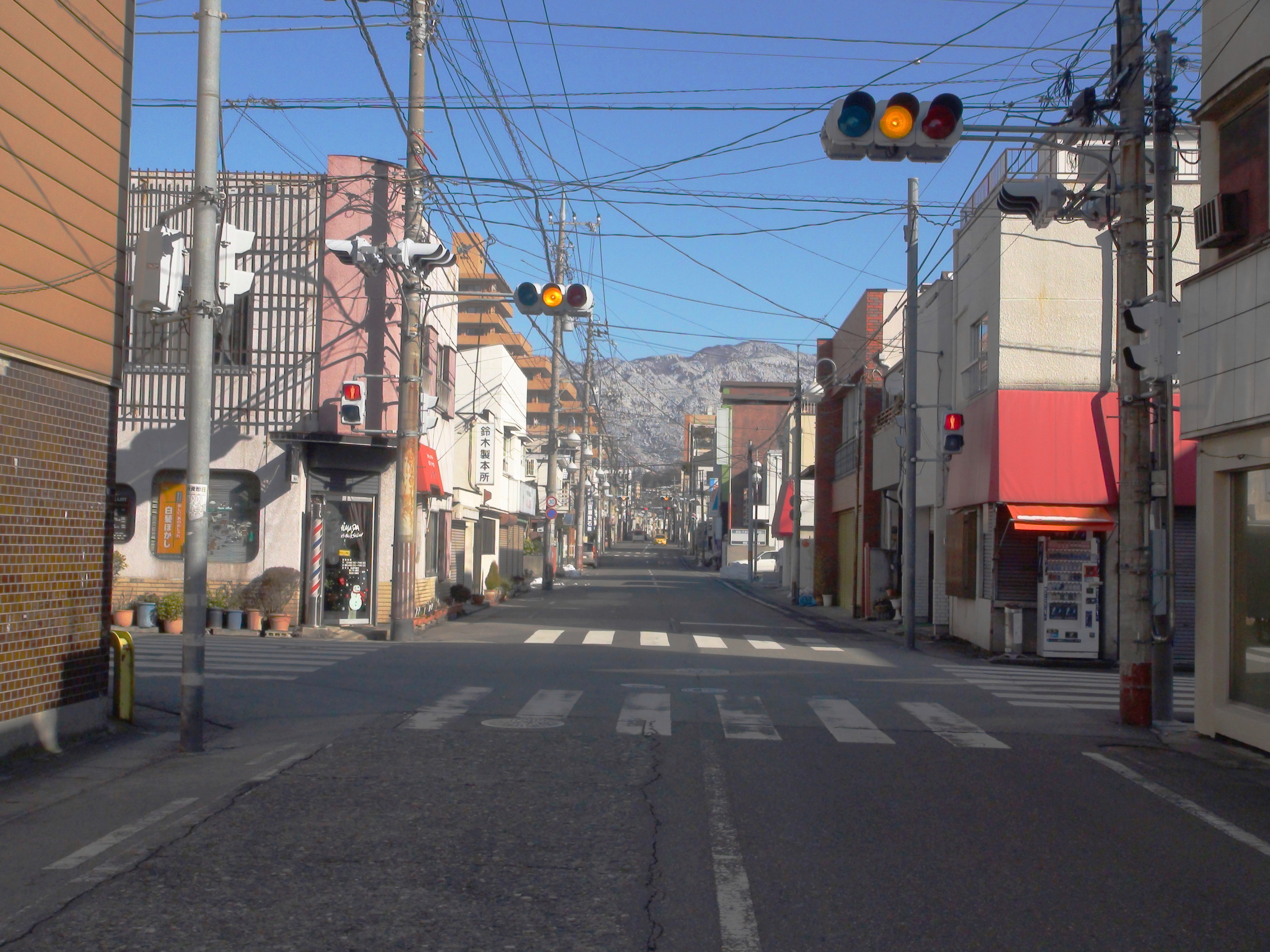
拡幅工事以前の魚町（うおまち）通り（2011年2月撮影）

- 1875年、山梨県内初の警察署（出張所）が柳町（現在の二丁目）に設置。甲府市警察を経て現在の甲府警察署。
- 1889年、甲府市役所初代庁舎が柳町に建設される。
- 1915年、甲府市役所が相生町（現在の一丁目）に移転。
- 1937年、松林軒デパート開業。
- 1945年、甲府空襲により松林軒デパートと岡島百貨店を除き焼け野原となる。焼失された甲府市役所は丸の内に移転。
- 1964年、住居表示の実施により、それまでの柳町や相生町などが統合され現地名に変更。
- 1998年、四丁目が再開発され、それに伴い甲府ワシントンホテルプラザが開業。
- 2005年、甲府会館解体。

## 世帯数と人口
2018年（平成30年）8月31日現在の世帯数と人口は以下の通りである。
| 丁目      | 世帯数    | 人口    |
| --------- | --------- | ------- |
| 中央1丁目 | 240世帯   | 424人   |
| 中央2丁目 | 385世帯   | 693人   |
| 中央3丁目 | 311世帯   | 543人   |
| 中央4丁目 | 445世帯   | 772人   |
| 中央5丁目 | 349世帯   | 620人   |
| 計        | 1,730世帯 | 3,052人 |

## 小・中学校の学区
市立小・中学校に通う場合、学区は以下の通りとなる。
| 丁目      | 番・番地等  | 小学校               | 中学校             |
| --------- | ----------- | -------------------- | ------------------ |
| 中央1丁目 | 全域        | 甲府市立舞鶴小学校   | 甲府市立西中学校   |
| 中央2丁目 | 全域        | 甲府市立善誘館小学校 | 甲府市立北東中学校 |
| 中央3丁目 | 全域        | 甲府市立善誘館小学校 | 甲府市立東中学校   |
| 中央4丁目 | 1～3番 5番  | 甲府市立善誘館小学校 | 甲府市立東中学校   |
| 中央4丁目 | 4番 6～12番 | 甲府市立舞鶴小学校   | 甲府市立西中学校   |
| 中央5丁目 | 8番         | 甲府市立舞鶴小学校   | 甲府市立西中学校   |
| 中央5丁目 | 1～7番      | 甲府市立善誘館小学校 | 甲府市立東中学校   |

## 施設·建物

### 一丁目
- 日本銀行甲府支店
- 甲府地方裁判所（甲府家庭裁判所）
- 甲府警察署
- 甲府法務合同庁舎
- 山梨信用金庫本店
- 東京海上日動火災保険ビル
- ドーミーイン甲府（甲府会館跡地に建設されたビジネスホテル）

### その他
- NTT東日本山梨支店（二丁目）
- 甲府市立富士川小学校（三丁目）（2011年3月閉校）
- 甲府ワシントンホテルプラザ（四丁目）